# Melanochromis auratus
Cá ali sọc dưa Mbuna (Danh pháp khoa học: Melanochromis auratus) là một loài cá cảnh trong Họ Cá Hoàng đế. Chúng là loài cá ăn tạp và thuộc loài cá dữ sống trong hang hốc. Con đực nuôi con trong miệng.

## Đặc điểm và những loại cá nuôi chung với cá ali Sọc dưa
M.Auratus là một trong những loài cichlids đầu tiên được xuất khẩu từ hồ Malawi. Con đực chỉ bảo vệ lãnh thổ khi có sự xuất hiện của con mái, nhưng sẽ sớm rời bỏ nếu không có con mái nào hấp dẫn. Con đực rất dữ đối với các con đực khác và sẽ cố gắng tiêu diệt các con đực khác cùng loài. Không nên nuôi chung với các loài Melanochromis khác. Con đực có dải màu nâu đen ở bụng.
Cá ali sọc dưa nuôi chung được với những loại cá : Cá Hồng Tử Kỳ, cá sọc ngựa, cá xecan, cá cánh buồm, cá bình tích, cá moly, cá mún, (những loại cá cỏ)